# Szerokodziób obrożny
Szerokodziób obrożny (Eurylaimus ochromalus) – gatunek małego ptaka z rodziny szerokodziobów (Eurylaimidae). Występuje w południowo-wschodniej Azji, w tym części Indonezji. Bliski zagrożenia wyginięciem.

## Taksonomia
Po raz pierwszy gatunek, pod nazwą Eurylaimus ochromalus, opisał Thomas Stamford Raffles. Opis ukazał się w 1822 na łamach Transactions of the Linnean Society of London; zawierał informacje na temat upierzenia i krótką notkę o zwyczajach szerokodziobów obrożnych. Holotyp pochodził z Singapuru. Międzynarodowy Komitet Ornitologiczny uznaje gatunek za monotypowy. Opisano podgatunki mecistus (wyspy Banyak) i kalamantan (zachodnie Borneo), jednak ze względu na dużą zmienność w obrębie gatunku u tych szerokodziobów trudno wyróżnić jakiekolwiek podgatunki.

## Morfologia
Długość ciała wynosi 13,5–15 cm, masa ciała 31–39 g. Wymiary szczegółowe: długość skrzydła 75–84(88) mm u samców, 75–82 mm u samic, długość dzioba: 18,4–21,4 mm u samców i 18,3–20,4 mm u samic, długość ogona: 44,5–29 mm u samców i 44,4–47 mm u samic, długość skoku – 19,3–21,8 mm u samców i 19,4–22 mm u samic (n samców = 29, samic = 28). Wierzch ciała czarny, można dostrzec szeroką, białą obrożę. Grzbiet i skrzydła pokrywają grube, czarne plamy. W ogonie 10 sterówek. Mają kolor czarny, na środkowej parze występują żółtawe plamy, na zewnętrznych – białe. Przez pierś przechodzi czarny pas (u samicy przerwany), reszta spodu ciała winnoróżowa, przechodząca w jasnożółtą na brzuchu i pokrywach podogonowych. Tęczówka jasnożółta, dziób jaskrawy, od turkusowego po kobaltowy. Górna szczęka ma zielone zakończenie i czarną krawędź. Nogi i stopy rogoworóżowe po niebieskawe. Młode nie mają czarnej przepaski na piersi, do tego wyróżnia je płowa brew i szarobiały spód ciała.

## Zasięg występowania
Szerokodziób obrożny zamieszkuje południową Mjanmę, południowo-zachodnią i południową Tajlandię, kontynentalną część Malezji, wyspy Riau, Lingga, Sumatrę, Bangka, Belitung, północne Wyspy Natuna oraz Borneo (również teren Brunei).

## Ekologia i zachowanie
Środowiskiem życia szerokodziobów obrożnych są różne rodzaje lasów, w tym lasy wiecznie zielone, lasy zdominowane przez dwuskrzydlcowate, lasy o ubogich glebach, lasy na bagnach, skraje lasów, lasy wtórne, zapuszczone plantacje – m.in. kakaowców, kauczukowców i albicji (Albizia). Może występować na obszarze lasów dotkniętych wycinką i lasów wtórnych, jeśli nadal rosną w nich wysokie drzewa. W Mjanmie, Tajlandii i na Półwyspie Malajskim stwierdzany do 700 m n.p.m., do 900 m n.p.m. na Sumatrze i do około 1220 m n.p.m. na Borneo. Pożywieniem przedstawicieli E. ochromalus są głównie bezkręgowce, w tym prostoskrzydłe, modliszkowate, chrząszcze (w tym kózkowate i poświętnikowate), błonkoskrzydłe, termity i gąsienice. Ptaki badane na Borneo zjadały przeciętnie mniejsze prostoskrzydłe (do 35 mm) niż szerokodzioby purpurowe (E. javanicus). Odnotowano również zjadanie drobnych mięczaków, a w żołądku jednego okazu z Borneo znajdowały się czerwonopomarańczowe jagody. Żerując, szerokodzioby obrożne tworzą niewielkie (do 10–15 osobników), rozrzucone grupy, żerujące w środkowych i wyższych piętrach lasu. Okazjonalnie ptaki te dołączają do stad wielogatunkowych. Odzywają się bulgoczącym trylem, podobnym do dźwięków wydawanych przez owady.

### Lęgi
Przeważnie lęgi rozpoczynają się wraz z porą suchą, jednak odnotowywano różne okresy w roku: luty–październik na kontynencie, styczeń–lipiec na Sumatrze i marzec–sierpień na Borneo. Szerokodzioby obrożne budują niezbyt staranne gniazdo o kształcie gruszki. Budulec stanowią mchy, grzybnia i żyłki liści, wnętrze gniazda wyściełane jest szorstkimi korzeniami traw, liśćmi bambusa i łodyżkami liściowymi. Jedno zbadane gniazdo miały wymiary około 17 na 13 na 10 cm i grubość ścianek bliską 3,8 cm. Na Borneo niekiedy ptaki te zakładają gniazda blisko pszczelich. W zniesieniu zwykle 3 jaja, czasem 2. Brak informacji o inkubacji i młodych. Obserwowano ptaka karmiącego pisklę kukułki krótkoskrzydłej (Cuculus micropterus) i jednokrotnie pisklę oraz jajo nieokreślonego gatunku kukułki.

## Status i zagrożenia
IUCN uznaje szerokodzioba obrożnego za gatunek bliski zagrożenia (NT, Near Threatened) nieprzerwanie od 2000 roku (stan w 2021); wcześniej, od 1988 roku miał status najmniejszej troski. Liczebność populacji nie została oszacowana, ale ptak opisywany jest jako lokalnie pospolity. Prawdopodobnie populacja umiarkowanie zmniejsza liczebność ze względu na niszczenie środowiska. Częściowo efekt może łagodzić akceptowanie przez ptaki roślinności wtórnej. BirdLife International wymienia 40 ostoi ptaków IBA, w których można napotkać te ptaki. Szerokodzioby obrożne stwierdzano również w parkach narodowych, jak PN Kaeng Krachan (Tajlandia), PN Taman Negara w Malezji i PN Way Kambas na Sumatrze.